# Abejar

Localização de Abejar

Abejar é um município da Espanha na província de Sória, comunidade autónoma de Castela e Leão, de área 23,17 km² com população de 399 habitantes (2004) e densidade populacional de 17,22 hab/km².

## Demografia
| Variação demográfica do município entre 1991 e 2004 | Variação demográfica do município entre 1991 e 2004 | Variação demográfica do município entre 1991 e 2004 | Variação demográfica do município entre 1991 e 2004 |
| --------------------------------------------------- | --------------------------------------------------- | --------------------------------------------------- | --------------------------------------------------- |
| 1991                                                | 1996                                                | 2001                                                | 2004                                                |
| 381                                                 | 359                                                 | 347                                                 | 399                                                 |